# Kinder- und Jugendheimgesetz
Das Kinder- und Jugendheimgesetz (KJG) des Schweizer Kantons Zürich regelt sämtliche ergänzenden Hilfen zur Erziehung im Kanton Zürich: Heimpflege, Familienpflege, Dienstleistungsangebote in der Familienpflege (DAF) und sozialpädagogische Familienhilfe. Das Gesetz gewährleistet ein kantonales Leistungsangebot. Es verpflichtet zudem die Dienstleistungsanbietenden in der Familienpflege erstmals zur Kostentransparenz: Kosten und Leistungen sind nach Stunden bzw. konkret erbrachten Leistungen aufzuschlüsseln.
Das KJG löste das Gesetz über die Jugendheime und die Pflegekinderfürsorge (Jugendheimgesetz) ab, das seit 1962 galt.
Das Gesetz wurde am 27. November 2017 vom Kantonsrat Zürich beschlossen und trat am 1. Januar 2022 in Kraft. Ergänzend wurde vom Regierungsrat am 6. Oktober 2021 die Kinder- und Jugendheimverordnung (KJV) erlassen. Diese Verordnung beschreibt den Gesamtplanungsprozess und den Leistungskatalog der ergänzenden Hilfen zur Erziehung, und sie regelt zudem die Melde- und Bewilligungspflichten und Finanzierung der ergänzenden Hilfen zur Erziehung.